# 5133 Phillipadams
Az 5133 Phillipadams (ideiglenes jelöléssel 1990 PA) a Naprendszer kisbolygóövében található aszteroida. Robert H. McNaught fedezte fel 1990. augusztus 12-én.